# Джон Макінрой
Джон Патрік Макінрой молодший (англ. John Patrick McEnroe, Jr., *16 лютого 1959, Вісбаден, Німеччина) — американський тенісист-професіонал, колишня перша ракетка світу. Семиразовий переможець турнірів Гранд Слем в одиночному та десятиразовий (враховуючи перемогу в міксті) у парному розряді. Багато спеціалістів вважають його одним із найвидатніших гравців в історії цього виду спорту. У першій половині 1980 був домінатором у ATP-турі . Макінрой був також відомий своїм палким темпераментом і частими суперечками з суддями. Його фраза «Ви не можете цього говорити серйозно!» стала крилатою.
За свою кар'єру тривалістю в 15 років він виграв у цілому 77 турнірів в одиночному розряді та 78 у парному. Найбільшими досягненнями були перемоги на Вімблдонському турнірі та першості США, де він здобув три та чотири титули відповідно. Також він виграв три мастерси в одиночній грі та сім разів у парі. У його балансі 869 виграних ігор проти 194 програних. Цей результат є третім за якісним балансом тенісних кар'єр після Джимі Коннорса та Івана Лендла).
Збірна США з Макінроєм у складі 5 разів вигравала Кубок Девіса, він також виконував функції її капітана. Після завершення кар'єри він залишався активним і часто брав участь у змаганнях Туру Чемпіонів. Упродовж багатьох років він працює телекоментатором в турнірах Великого шолома.
Джона Макінроя індуктовано до Зали тенісної слави 1999 року.

## Стиль гри
Джон Макінрой був агресивним гравцем стилю серв-енд-волі (подача — вихід на сітку). Його подача — унікальна. Починав він її спиною до корту, підстрибував і розвертався в повітрі. Це дуже ускладнювало прочитання подачі противником. Важко було передбачити, куди спрямовуватиметься м'яч: до бокової лінії, по центру (до Т) чи в тіло. Виходячи на сітку, Макінрой витончено й точно грав з льоту. Як зліва (форхенд), так і справа (бекхенд) Макінрой грав однією рукою, використовуючи континентальний захват ракетки.

## Особисте життя
Джон Макінрой-молодший народився в Німеччині, де його батько Джон Патрік Макінрой-старший відбував військову службу. Родина повернулася в США 1960-го року й оселилася в Нью-Йорку. Пізніше народилися ще два брати: Марк та Патрік, який теж став тенісистом.
У 1986-у Макінрой одружився з кіноакторкою Татум О'Ніл, яка народила трьох дітей: Кевіна, Шона та Емілі. Пара розлучилася 1994 року. Опіка над дітьми спочатку була спільною, але 1998 року Макінрой отримав повну опіку, оскільки у колишньої дружини почалися проблеми з наркотиками.
У 1997-у Макінрой одружився з рок-співачкою Петті Сміт (не плутати з іншою відомою американською співачкою Патті Сміт, однією з основоположників панк-року). Дружина народила двох дочок (Анну та Аву), крім того, мала ще двох дітей від попереднього шлюбу.
Сміт присвятила Макінрою пісню Wish I Were You.

## Статистика

### Фінали турнірів Великого шолома

#### Одиночний розряд: 11 (7 титулів)
| Результат | Рік  | Турнір        | Поверхня | Супротивник      | Рахунок                           |
| --------- | ---- | ------------- | -------- | ---------------- | --------------------------------- |
| Перемога  | 1979 | US Open       | Хард     | Вітас Ґерулайтіс | 7–5, 6–3, 6–3                     |
| Поразка   | 1980 | Wimbledon     | Трава    | Бйорн Борг       | 6–1, 5–7, 3–6, 7–6(18–16), 6–8    |
| Перемога  | 1980 | US Open (2)   | Хард     | Бйорн Борг       | 7–6(7–4), 6–1, 6–7(5–7), 5–7, 6–4 |
| Перемога  | 1981 | Вімблдон      | Трава    | Бйорн Борг       | 4–6, 7–6(7–1), 7–6(7–4), 6–4      |
| Перемога  | 1981 | US Open (3)   | Хард     | Бйорн Борг       | 4–6, 6–2, 6–4, 6–3                |
| Поразка   | 1982 | Wimbledon     | Трава    | Джиммі Коннорс   | 6–3, 3–6, 7–6(7–2), 6–7(5–7), 4–6 |
| Перемога  | 1983 | Wimbledon (2) | Трава    | Кріс Льюїс       | 6–2, 6–2, 6–2                     |
| Поразка   | 1984 | French Open   | Ґрунт    | Іван Лендл       | 6–3, 6–2, 4–6, 5–7, 5–7           |
| Перемога  | 1984 | Wimbledon (3) | Трава    | Джиммі Коннорс   | 6–1, 6–1, 6–2                     |
| Перемога  | 1984 | US Open (4)   | Хард     | Іван Лендл       | 6–3, 6–4, 6–1                     |
| Поразка   | 1985 | US Open       | Хард     | Іван Лендл       | 6–7(1–7), 3–6, 4–6                |

#### Парний розряд: 12 (9 титулів)
| Результат | Рік  | Турнір        | Поверхня | Партнер       | Супротивники                    | Рахунок                             |
| --------- | ---- | ------------- | -------- | ------------- | ------------------------------- | ----------------------------------- |
| Поразка   | 1978 | Wimbledon     | Трава    | Пітер Флемінг | Боб Г'юїтт Фрю Макміллан        | 1–6, 4–6, 2–6                       |
| Перемога  | 1979 | Wimbledon     | Трава    | Пітер Флемінг | Браян Готтфрід Рауль Рамірес    | 4–6, 6–4, 6–2, 6–2                  |
| Перемога  | 1979 | US Open       | Хард     | Пітер Флемінг | Боб Лутц Стен Сміт              | 6–2, 6–4                            |
| Поразка   | 1980 | US Open       | Хард     | Пітер Флемінг | Боб Лутц Стен Сміт              | 6–7, 6–3, 1–6, 6–3, 3–6             |
| Перемога  | 1981 | Wimbledon (2) | Трава    | Пітер Флемінг | Боб Лутц Стен Сміт              | 6–4, 6–4, 6–4                       |
| Перемога  | 1981 | US Open (2)   | Хард     | Пітер Флемінг | Гайнц Гюнтгардт Пітер Макнамара | без гри                             |
| Поразка   | 1982 | Wimbledon (2) | Трава    | Пітер Флемінг | Пітер Макнамара Пол Макнамі     | 3–6, 2–6                            |
| Перемога  | 1983 | Wimbledon (3) | Трава    | Пітер Флемінг | Тім Галліксон Том Галліксон     | 6–4, 6–3, 6–4                       |
| Перемога  | 1983 | US Open (3)   | Хард     | Пітер Флемінг | Фріц Бюнінг Вен Вінітскі        | 6–3, 6–4, 6–2                       |
| Перемога  | 1984 | Wimbledon (4) | Трава    | Пітер Флемінг | Пет Кеш Пол Макнамі             | 6–2, 5–7, 6–2, 3–6, 6–3             |
| Перемога  | 1989 | US Open (4)   | Хард     | Марк Вудфорд  | Кен Флек Роберт Сегусо          | 6–4, 4–6, 6–3, 6–3                  |
| Перемога  | 1992 | Wimbledon (5) | Трава    | Міхаель Штіх  | Джим Гребб Річі Ренеберг        | 5–7, 7–6(7–5), 3–6, 7–6(7–5), 19–17 |

#### Мікст: 1 титул
| Результат | Рік  | Турнір      | Поверхня | Партнерка     | Супротивники               | Рахунок  |
| --------- | ---- | ----------- | -------- | ------------- | -------------------------- | -------- |
| Перемога  | 1977 | French Open | Ґрунт    | Марі Карільйо | Флоренца Міхай Іван Моліна | 7–6, 6–3 |

### Історія виступів у мейджорах
| Турнір                  | 1977 | 1978 | 1979 | 1980 | 1981 | 1982 | 1983 | 1984 | 1985 | 1986 | 1987 | 1988 | 1989 | 1990 | 1991 | 1992 | Успіш      | В–П        | %          |
| ----------------------- | ---- | ---- | ---- | ---- | ---- | ---- | ---- | ---- | ---- | ---- | ---- | ---- | ---- | ---- | ---- | ---- | ---------- | ---------- | ---------- |
| Турніри Великого шолома |      |      |      |      |      |      |      |      |      |      |      |      |      |      |      |      |            |            |            |
| Australian Open         |      | A    | A    | A    | A    | A    | ПФ   | A    | ЧФ   | NH   | A    | A    | ЧФ   | 4к   | A    | ЧФ   | 0 / 5      | 18–5       | 78.26      |
| French Open             | 2к   |      |      | 3к   | ЧФ   | A    | ЧФ   | Ф    | ПФ   | A    | 1к   | 4к   | A    | A    | 1к   | 1к   | 0 / 10     | 25–10      | 71.43      |
| Wimbledon               | ПФ   | 1к   | 4к   | Ф    | П    | Ф    | П    | П    | ЧФ   |      |      | 2к   | ПФ   | 1к   | 4к   | ПФ   | 3 / 14     | 59–11      | 84.29      |
| US Open                 | 4к   | ПФ   | П    | П    | П    | ПФ   | 4к   | П    | Ф    | 1к   | ЧФ   | 2к   | 2к   | ПФ   | 3к   | 4к   | 4 / 16     | 65–12      | 84.42      |
| В–П                     | 9–3  | 5–2  | 9–1  | 15–2 | 18–1 | 11–2 | 18–3 | 20–1 | 18–4 | 0–1  | 4–2  | 5–3  | 10–3 | 8–3  | 5–3  | 12–4 | 7 / 45     | 167–38     | 81.55      |
| Підсумкові турніри року |      |      |      |      |      |      |      |      |      |      |      |      |      |      |      |      |            |            |            |
| The Masters             |      | П    | ПФ   | КТ   | ПФ   | Ф    | П    | П    | 1к   |      |      |      | ПФ   |      |      |      | 3 / 9      | 19–11      | 63.33      |
| Фінали WCT              |      |      | П    | Ф    | П    | Ф    | П    | П    | ЧФ   |      | Ф    |      | П    |      |      |      | 5 / 9      | 21–4       | 84.00      |
| В–П                     |      | 5–0  | 5–2  | 2–4  | 5–2  | 4–2  | 6–0  | 6–0  | 0–2  |      | 2–1  |      | 5–2  |      |      |      | 8 / 18     | 40–15      | 72.73      |
| Рейтинг на кінець року  | 21   | 4    | 3    | 2    | 1    | 1    | 1    | 1    | 2    | 14   | 10   | 11   | 4    | 13   | 28   | 20   | 12 547 797 | 12 547 797 | 12 547 797 |